# گرویتس
گرویِتْس (لهستانی: Grójec؛ ‏[ˈɡrujɛt͡s]) شهری کوچک در استان ماسوویان لهستان است که در شهرستان گرویتس واقع در گمینا گرویتس واقع شده است. این شهر در ۴۰ کیلومتری جنوب ورشو قرار دارد و طبق آمار سال ۲۰۱۷ میلادی، در حدود ۱۶٬۶۷۴ سکنه دارد. این شهر مرکز کشت و تولید سیب در لهستان است و سیب‌های این خرداقلیم رنگ سرخ زیبایی دارد.